# Poceapî, Zolociv
Poceapî (în ucraineană Почапи) este localitatea de reședință a comunei Poceapî din raionul Zolociv, regiunea Liov, Ucraina.

## Demografie
Componența lingvistică a localității Poceapî
     Ucraineană (99,71%)
     Alte limbi (0,29%)
Conform recensământului din 2001, majoritatea populației localității Poceapî era vorbitoare de ucraineană (99,71%), existând în minoritate și vorbitori de alte limbi.